# 1808-as amerikai elnökválasztás
Az Amerikai Egyesült Államok alkotmányának előírása szerint 1808. november 4-től, péntektől december 7-ig, szerdáig az országban elnökválasztást tartottak. A demokrata-republikánus jelölt, James Madison döntően legyőzte Charles C. Pinckney föderalista jelöltet. Madison győzelmével ő lett az első, aki ugyanannak a pártnak az elnökét követte.
Madison Thomas Jefferson elnök 1801-es hivatalba lépése óta külügyminiszterként tevékenykedett. Jefferson miután nem volt hajlandó harmadik ciklust keresni, erősen támogatta a hozzá hasonlóan szintén virginiai Madisont utódjául. George Clinton alelnök és James Monroe volt nagykövet is kihívta Madisont, ám ő elnyerte pártja jelölését, Clintont pedig újra alelnökjelöltként indították. A föderalisták úgy döntöttek, hogy újra jelölik Pinckney-t, aki a párt 1804-es jelöltje volt.
Az 1807-es embargótörvény népszerűtlensége ellenére – amely megtiltotta az amerikai hajóknak a külföldi kikötőkben történő kereskedelmet – Madison nyerte a föderalista központú Új-Anglia szavazatainak többségét. Clinton hat elektori szavazatot kapott az elnöki posztra hazájából, New York államból. Az a választás az első az amerikai történelem két olyan esete közül, amikor új elnököt választottak, de a hivatalban lévő alelnök megnyerte az újraválasztást, a másik ehhez hasonló eset 1828-ban történt.

## Jelölések

### Demokrata-Republikánus Párt
| A Demokrata-Republikánus Párt jelöltjei, 1808    |                                          |
| James Madison                                    | George Clinton                           |
| elnökjelölt                                      | alelnökjelölt                            |
|                                                  |                                          |
| Az Egyesült Államok külügyminisztere (1801–1809) | Az Egyesült Államok alelnöke (1805–1812) |

A demokrata-republikánusok kongresszusi jelölőgyűlést tartottak jelöltjeik kiválasztására. Thomas Jefferson elnök visszavonulásával James Madison külügyminiszter támogatói gondosan dolgoztak azon, hogy ő lehessen Jefferson utódja. Ám az előválasztáson Madisont kihívta George Clinton alelnök és James Monroe diplomata. Monroe-t támogatta az a párton belüli frakció, amely támogatta a központi kormányt és elégedetlenek voltak Louisiana megvásárlásával. Clinton az északi demokrata-republikánusoktól kapott támogatást, akik nem helyeselték az embargó törvényt, mely szerintük potenciálisan egy Nagy-Britanniával való háború felé vezethet és arra törekedtek, hogy véget vessenek a Virginia-dinasztiának. A kongresszusi testület 1808 januárjában ülésezett, Madisont választották elnökjelöltnek, Clintont pedig alelnökjelöltnek.
Monroe és Clinton támogatói közül sokan nem fogadták el a jelölőgyűlés eredményét. Monroe-t a virginiai demokrata-republikánus frakció jelölte és bár nem kívánta aktívan legyőzni Madisont, nem volt hajlandó visszalépni a versenyből. Clintont a New York-i demokrata-republikánusok egy csoportja is támogatta elnökként, még akkor is, amikor ő volt a párt hivatalos alelnökjelöltje.
| 1808-as demokrata-republikánus elnökjelölt választás eredményei | 1808-as demokrata-republikánus elnökjelölt választás eredményei | 1808-as demokrata-republikánus elnökjelölt választás eredményei |
| --------------------------------------------------------------- | --------------------------------------------------------------- | --------------------------------------------------------------- |
| James Madison Az Egyesült Államok külügyminisztere 83           | James Monroe Nagy-Britannia volt amerikai nagykövete 3          | George Clinton Az Egyesült Államok alelnöke 3                   |

Az 1808-as demokrata-republikánus alelnökjelölt választás eredményei:
| Jelölt            | Szavazat |
| ----------------- | -------- |
| George Clinton    | 79       |
| John Langdon      | 5        |
| Henry Dearborn    | 3        |
| John Quincy Adams | 1        |

### Föderalista Párt
| A Föderalista Párt jelöltjei, 1808                 |                                                     |
| Charles C. Pinckney                                | Rufus King                                          |
| elnökjelölt                                        | alelnökjelölt                                       |
|                                                    |                                                     |
| Franciaország volt amerikai nagykövete (1796–1797) | Nagy-Britannia volt amerikai nagykövete (1796–1803) |

A föderalista képviselő-testület 1808 szeptemberében ülésezett és úgy döntöttek, hogy újra jelölik az 1804-es elnökválasztás jelöltjeit. Charles C. Pinckney tábornok lett az elnökjelölt, Rufus King pedig alelnökjelölt.

## A választás

### Kampány
A választáson Jefferson mindvégig ellenezte az 1807-es embargótörvényt, mely megállította az Európával folytatott kereskedelemet és aránytalanul sértette az új-angliai kereskedőket és úgy vélték, hogy Franciaországot részesíti előnyben Nagy-Britanniával szemben. Mindazonáltal Jefferson ekkor még minden nagyon népszerű volt az amerikaiak körében és Madison nagy vereséget mért Pinckney-re. Pinckney azonban sokkal jobb eredményt ért el, mint 1804-ben.

### Eredmények
Pinckney megtartotta az 1804-ben megszerzett két állam, Connecticut és Delaware szavazatait és magával vitte New Hampshire-t, Massachusettset, Rhode Islandot és megkapott három észak-karolinai és két marylandi szavazókörzetet. A hat új-angliai államból csak egyet nem ő vitt.
Monroe Virginiából és Észak-Karolinából kapott néhány szavazatot, míg New York szavazatai megosztoztak Madison és Clinton között.
| Elnökjelölt                   | Párt                          | Állam                         | Szavazatok                    | Szavazatok                    | Elektor szavazat | Futótárs       | Futótárs |
| Elnökjelölt                   | Párt                          | Állam                         | Szavazat szám                 | Százalék                      | Elektor szavazat | Alelnökjelölt  | Állam    |
| ----------------------------- | ----------------------------- | ----------------------------- | ----------------------------- | ----------------------------- | ---------------- | -------------- | -------- |
| James Madison                 | Demokrata-Republikánus Párt   | Virginia                      | 124 732                       | 64,7%                         | 122              | George Clinton | New York |
| Charles C. Pinckney           | Föderalista Párt              | Dél-Karolina                  | 62 431                        | 32,4%                         | 47               | Rufus King     | New York |
| George Clinton                | Demokrata-Republikánus Párt   | New York                      | –                             | –                             | 6                | James Madison  | Virginia |
| George Clinton                | Demokrata-Republikánus Párt   | New York                      | –                             | –                             | 6                | James Monroe   | Virginia |
| James Monroe                  | Demokrata-Republikánus Párt   | Virginia                      | 4 848                         | 2,5%                          | 0                | Nincs          | –        |
| Egyéb                         |                               |                               | 680                           | 0,4%                          | 0                |                |          |
| Teljes                        | Teljes                        | Teljes                        | 192 691                       | 100%                          | 175              |                |          |
| Ennyi szükséges a győzelemhez | Ennyi szükséges a győzelemhez | Ennyi szükséges a győzelemhez | Ennyi szükséges a győzelemhez | Ennyi szükséges a győzelemhez | 88               |                |          |

### Népszavazás államonként

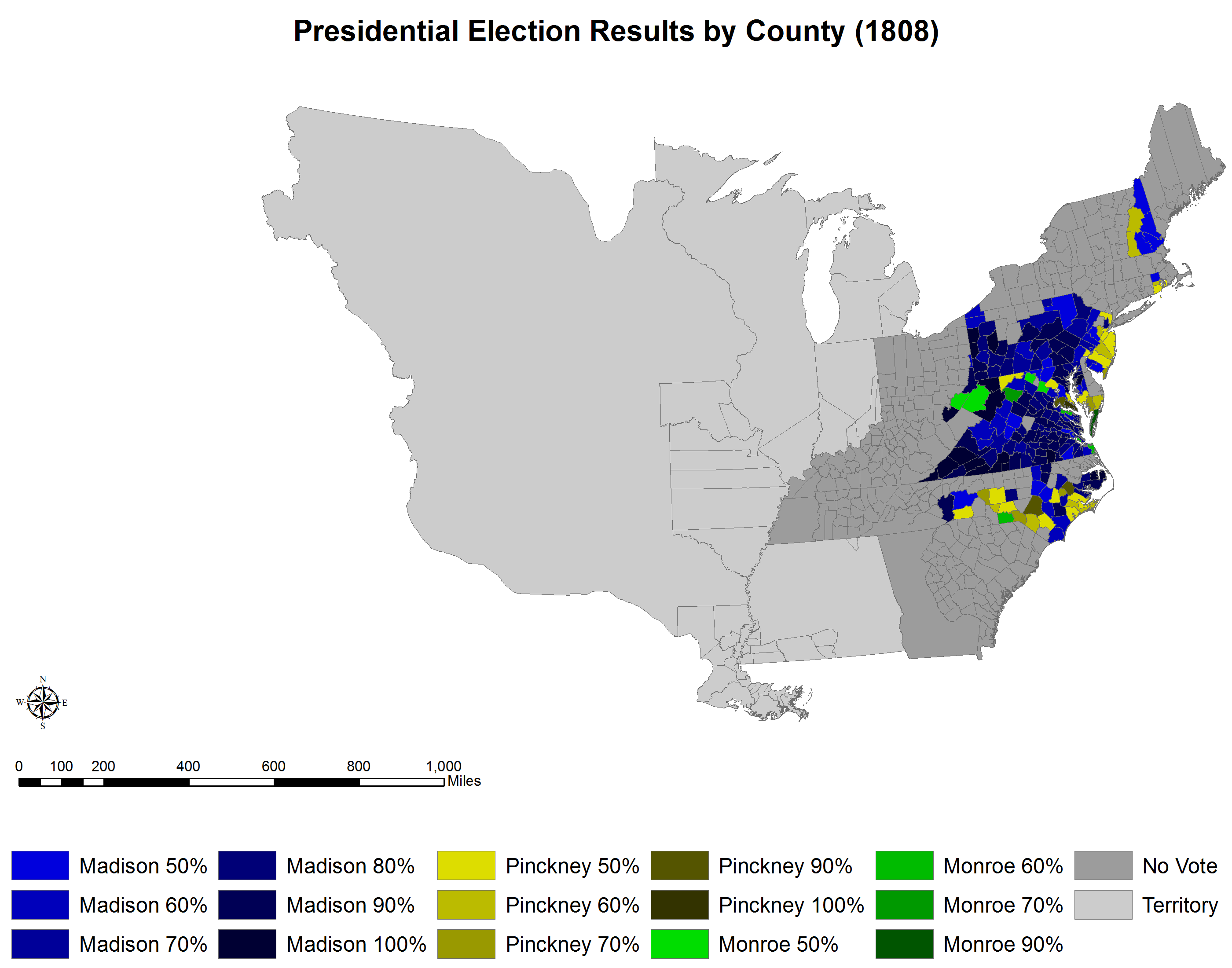
A választás eredményei megyénként

| Állam          | James Madison Demokrata-Republikánus | James Madison Demokrata-Republikánus | Charles C. Pinckney Föderalista | Charles C. Pinckney Föderalista | James Monroe Demokrata-Republikánus | James Monroe Demokrata-Republikánus |
|                | #                                    | %                                    | #                               | %                               |                                     |                                     |
| -------------- | ------------------------------------ | ------------------------------------ | ------------------------------- | ------------------------------- | ----------------------------------- | ----------------------------------- |
| Kentucky       | 2 679                                | 98,02%                               | 54                              | 1,98%                           | Nincs szavazat                      | Nincs szavazat                      |
| Maryland       | 15 336                               | 63,31%                               | 8 886                           | 36,69%                          | Nincs szavazat                      | Nincs szavazat                      |
| New Hampshire  | 12 793                               | 47,60%                               | 14 085                          | 52,40%                          | Nincs szavazat                      | Nincs szavazat                      |
| New Jersey     | 18 670                               | 55,97%                               | 14 687                          | 44,03%                          | Nincs szavazat                      | Nincs szavazat                      |
| Észak-Karolina | 8 829                                | 51,08%                               | 7 523                           | 43,53%                          | 931                                 | 5,39%                               |
| Ohio           | 3 645                                | 60,82%                               | 1 174                           | 19,59%                          | 1 174                               | 19,59%                              |
| Pennsylvania   | 42 518                               | 78,37%                               | 11 735                          | 21,63%                          | Nincs szavazat                      | Nincs szavazat                      |
| Rhode Island   | 2 692                                | 46,70%                               | 3 072                           | 53,30%                          | Nincs szavazat                      | Nincs szavazat                      |
| Tennessee      | 1 016                                |                                      | 11                              |                                 | Nincs szavazat                      | Nincs szavazat                      |
| Virginia       | 15 683                               | 78,62%                               | 761                             | 3,81%                           | 3 505                               | 17,57%                              |

## Szoros eredmények
A különbség 5% alatt volt:
1. New Hampshire, 4,8% (1 292 szavazat)

A különbség 10% alatt volt:
1. Rhode Island, 6,6% (380 szavazat)
2. Észak-Karolina, 7,55% (1 306 szavazat)

## Az elektori kollégium tagjainak kiválasztása
| Az elektorok megválasztásának módszere                                                                  | Állam                                                                    |
| --- | ------------------------------------------------------------------------ |
| Minden választót az állami törvényhozás nevez ki                                                        | Connecticut Delaware Dél-Karolina Georgia Massachusetts New York Vermont |
| Minden választót a választópolgárok választanak                                                         | New Hampshire New Jersey Ohio Pennsylvania Rhode Island Virginia         |
| Az állam választási körzetekre oszlik, körzetenként egy választót választanak az adott körzet választói | Észak-Karolina Kentucky Maryland Tennessee                               |

## Külső linkek
- Election of 1808 in Counting the Votes Archiválva 2019. október 1-ji dátummal a Wayback Machine-ben.
- Presidential Election of 1808: A Resource Guide from the Library of Congress
- A Historical Analysis of the Electoral College. The Green Papers. (Hozzáférés: 2005. március 20.)
- A New Nation Votes: American Election Returns, 1787-1825